# Kreminna
Kreminna (in ucraino Кремінна?) (in russo Кременная?, Kremennaja) è una città  dell'Ucraina (16 116 abitanti) situata nel distretto di Sjevjerodonec'k  nell'oblast' di Luhans'k. Ospita l'amministrazione della comunità territoriale di Kreminna, una delle comunità territoriali dell'Ucraina.
Fino al 18 luglio 2020 Kreminna è stata il centro amministrativo del distretto di Kreminna, abolito come parte della riforma amministrativa dell'Ucraina, che ha ridotto a otto il numero dei distretti dell'oblast' di Luhans'k. L'area del distretto di Kreminna è stata trasferita al distretto di Sjevjerodonec'k.
Dal 19 aprile 2022, la cittadina è sotto il controllo delle truppe russe.